# Ukrajinci u Kanadi
Ukrajinci u Kanadi (ukrajinski: українці Канади) su osobe ukrajinskog podrijetla koje su rođene u Kanadi ili u nju emigrirale. Prema podacima iz 2011. godine ima 1.209.085 osoba punog ili djelomičnog ukrajinskog podrijetla koja živi u Kanadi (uglavnom rođeni kanadski građani) čineći ih devetom najvećom etničkom skupinom u državi. Kanada je treća zemlja u svijetu po broju Ukrajinaca iza same Ukrajine i Rusije. Ukrajinci ćine većinu u nekoliko ruralnih područja središnje Kanade. Od 1.209.085 Ukrajincima samo 144.260 (ili 11,5%) govornika je ukrajinskog jezika.
Ukrajinci su se na područje Kanade počeli doseljavati u 19. stoljeću. Oko 170.000 Ukrajinaca iz Austro-Ugarske Monarhije doselilo se u Kanadu u razdoblju od 1891. do 1914. godine. Kanadski ministar unutarnjih poslova Clifford Sifton (1896. – 1905.) poticao je Ukrajinace iz Austro-Ugarske da emigriraju u Kanadu jer je želio nove poljoprivredne imigranata koji će naseliti prerije (nakon umirovljenja Sifton se protivio novim ukrajinskim i istočnoeuropskim imigranatima). Do 1914. godine raste i zajednica ukrajinskih doseljenika u istočno kanadskim gradovima kao što su Toronto, Montreal, Hamilton i Windsor. 
Od 1914 do 1920. zbog Prvog svjetskog rata kanadska vlada klasificirala je imigranate s Austro-Ugarskim državljanstvom kao "stranace neprijateljske nacionalnosti". Oko 5.000 Ukrajinaca među kojima žena i djece smješteno je u logore i radne stanice. Na mjestu logora podignut je spomenik.
Godine 1923.  kanadska vlada mijenja Zakon o imigraciji kako bi bivši građani Austrijskog carstva ponovno mogli ući u Kanadu. Oko 70.000 Ukrajinci iz Poljske i Rumunjske stiglo je u Kanadu u razdoblju od 1924. do 1939. godine. Od Drugog svjetskog rata, većina Ukrajinaca kojia dolazi u Kanadu su političke izbjeglice i raseljene osobe.

## Vanjske poveznice
- Ukrajinski Kanadski Kongres

- Ukrajinska dijaspora u Kanadi i SAD-u  Arhivirana inačica izvorne stranice od 9. prosinca 2014. (Wayback Machine)